# Angelo Bianchi (medico veterinario)
Angelo Bianchi (Terranova dei Passerini, 1º marzo 1905 – Roma, 27 giugno 1960) è stato un veterinario e agronomo italiano tra i protagonisti della bonifica della Tenuta di Torre in Pietra nel ruolo di Direttore dell'azienda.
All’inizio degli anni 30, il dott. Angelo Bianchi, precedentemente impegnato presso la Stazione Sperimentale per le Malattie Infettive del Bestiame di Milano, venne assunto in qualità di veterinario dall’azienda Torre in Pietra. Nel giro di pochi anni ricoprì gradualmente compiti direzionali in affiancamento ai fondatori dell’azienda, il Senatore Luigi Albertini e i suoi due coadiutori Nicolò Carandini e Leonardo Albertini, sino ad assumere il ruolo di Direttore Tecnico.

## Biografia
Nasce in una famiglia della borghesia lodigiana, terzo di sei fratelli: Antonio, Giacomo, Angelo, Stella, Carla e Tina dei quali si occupa con amore la madre Erminia. Il padre Giuseppe Bianchi fu Antonio gestisce una florida azienda agricola a Castiglione D’Adda (Lodi) dotata di grande cascina, stalle e impianti. Qui si sviluppa l’interesse di Angelo per gli animali e l’agricoltura.

Angelo completa gli studi superiori al Liceo di Lodi, quindi decide di iscriversi alla Facoltà di Veterinaria di Milano, dove si laurea con lode. Nel 1930, solo venticinquenne, viene chiamato a Torre in Pietra come medico veterinario. Qui prende in moglie Zefira Antonioli, detta Rina, trasferitasi a Maccarese da Cremona insieme a padre, madre e tre fratelli (Chiara, Giacomo e Augusto). Angelo e Rina hanno quattro figli (Germano nel 1934, Bianca nel 1935, Bruna nel 1937 e Giuseppe nel 1939) e prendono dimora all’ingresso del Centro Falconieri, a Palidoro, nella casa completata nel 1939 dall’impresa Vuerich.

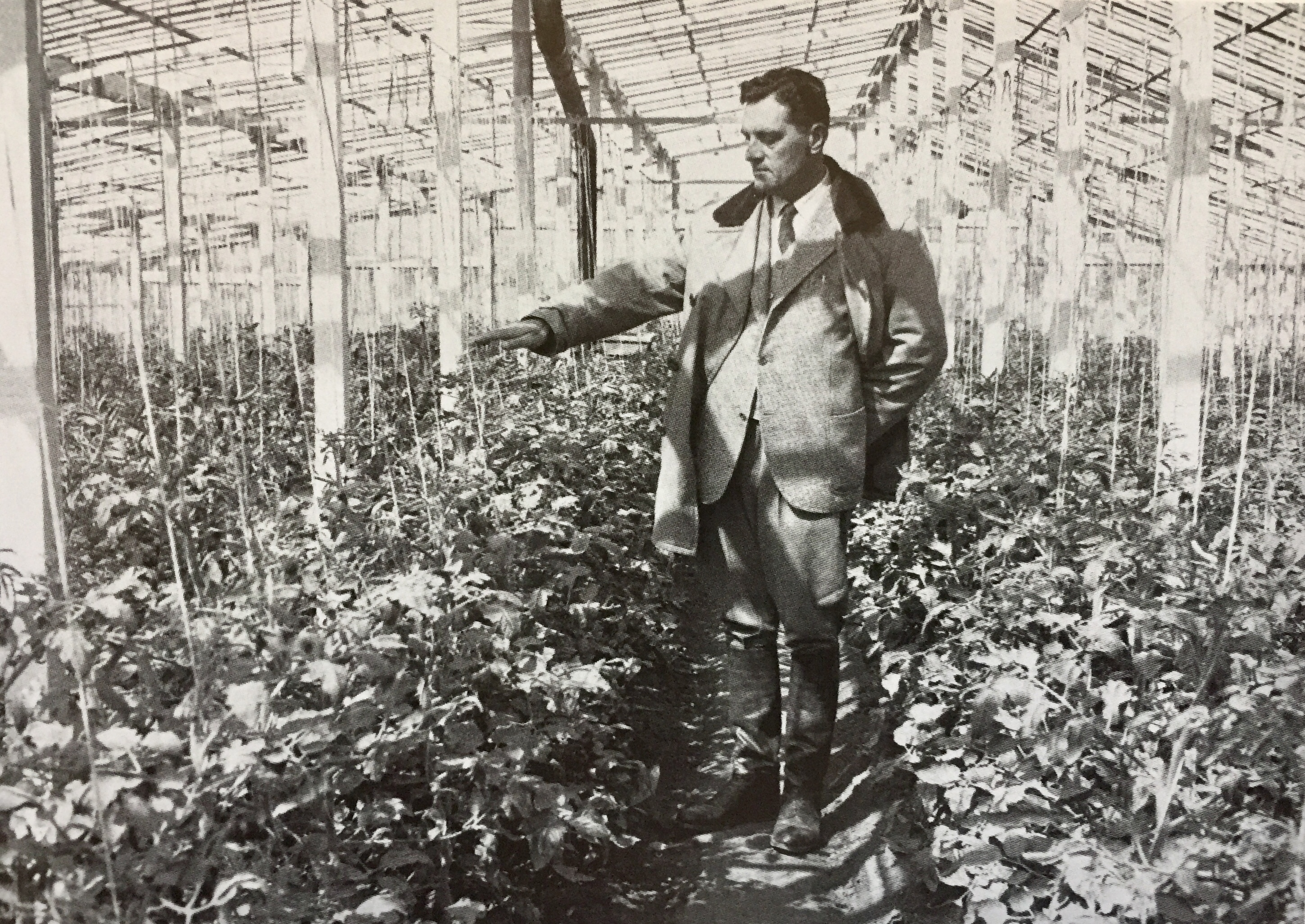
Il dott. Angelo Bianchi - Anni '50

Alla fine degli anni 30, il dott. Angelo Bianchi si iscrive alla Università degli Studi di Perugia dove, terminata la Seconda Guerra Mondiale, già dottore in Veterinaria e già Direttore Tecnico di Torre in Pietra, si laurea anche in Agraria.
In qualità di Direttore Tecnico partecipa direttamente e attivamente alle grandi innovazioni introdotte nell’azienda: non solo la coltivazione del mais e del riso, centinaia di ettari spianati ed irrigati a scorrimento, un migliaio d’ettari irrigati e fertirrigati a pioggia (il terzo impianto in Italia, primo per dimensioni e potenza), un vigneto che dava uva per 2.000 ettolitri di vino, gli oliveti, i pescheti, i carciofeti, i campi immensi di ortaggi, i fiori, in un’agricoltura varia che si estende dalle colline al mare ma anche migliaia di pecore sopravissane (sino a 5468 capi nel 1942), l’introduzione della razza frisona in Italia con oltre 1300 capi bovini - in un certo momento la mandria più celebre d'Italia con la campionessa del mondo di allora nella produzione di latte (175 quintali in un anno), Carnation Regina.
Insieme all’agricoltura ed alla zootecnia cresceva la comunità (alloggio per 1.300 persone, dappertutto elettricità, cento chilometri di strade interne), gli impianti (un mangimificio, la cantina, il caseificio, l’oleificio), poi il restauro dell’antico Castello Falconieri (che diviene la sede centrale dell’azienda), gli alloggi per il personale e i lavoratori residenti, i dormitori collettivi per i lavoratori stagionali, la borgata rurale dotata di una piazza pubblica, di una chiesa, di un asilo, il Centro Arenaro con annessa officina meccanica (con la consulenza tecnica di Pier Lugi Nervi per la copertura, probabilmente la prima, a elementi prefabbricati in ferrocemento), le unità tecniche per la produzione del latte crudo (famoso in tutta Roma) e dello yogurt liquido (secondo il sistema di fabbricazione che sarebbe poi divenuto lo standard produttivo moderno) [pag.132].
Il dott. Angelo Bianchi edificò la sua intera vita insieme alla Bonifica della Torre in Pietra. In quella terra che, al suo arrivo in quella spersa stazioncina, ebbe modo di definire “quasi deserta” e che amò profondamente sino all’ultimo giorno. 
Il 27 giugno 1960 moriva in un tragico incidente automobilistico sul GRA di Roma.

## Attività
Nel 1926 il senatore Luigi Albertini, insieme al figlio Leonardo e al genero Niccolò Carandini, reinvestendo i proventi della vendita del Corriere della Sera (impostagli dal regime fascista), avevano acquistato la tenuta di Torre in Pietra.
Veniva fondata la Società Anonima Bonifiche di Torre in Pietra che avvia, tra il 1927 e il 1941, una serie di interventi volti al ripopolamento e al recupero della produttività dei terreni destinati all’agricoltura e alla zootecnia. Un impegno straordinario che coinvolge diverse professionalità quali agronomi, ingegneri e architetti (tra questi Michele Busiri Vici, incaricato di sovrintendere alle trasformazioni edilizie e urbanistiche). 

Il piano colturale seguito per lo sviluppo di questa azienda ne farà un intervento specifico e particolare in Agro. Per far fronte alle esigenze di un nuovo tipo di agricoltura inizia nel 1929, anche in seguito alla crisi economica generale, una massiccia immigrazione di famiglie cremonesi, mantovane, lodigiane, etc. 

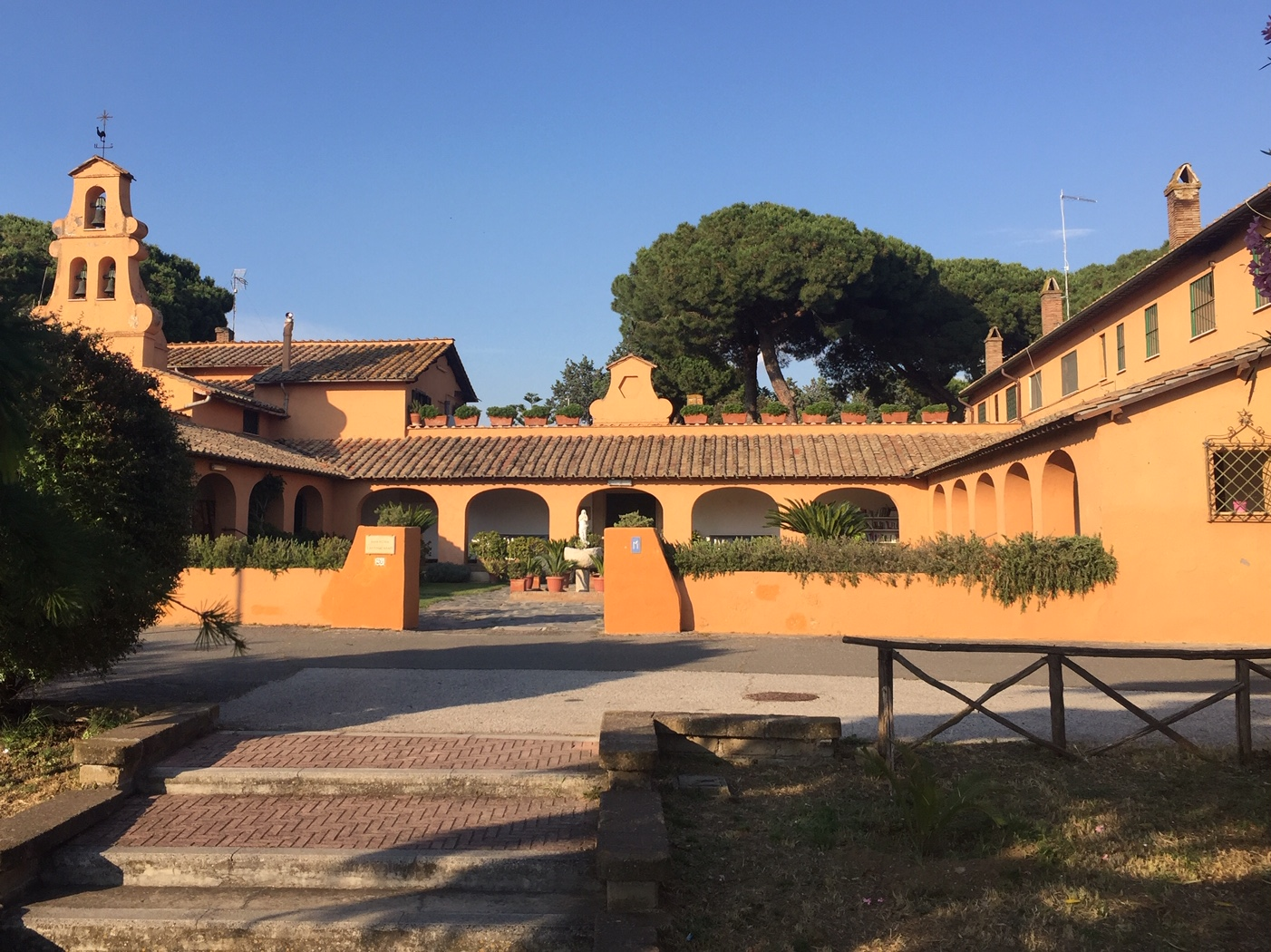
La chiesa di Santa Bibiana a Torrimpietra

In questo crogiolo di uomini e donne, visioni, progetti, terre, acque e animali, in un momento storico di grande trasformazione, il dott. Angelo Bianchi assume rapidamente un ruolo di riferimento all’interno dell’azienda Torre in Pietra. “Il dott. Bianchi venne messo alla prova non appena arrivato a Torre in Pietra. I proprietari della Bonifica erano allarmati. Si era improvvisamente manifestata a carico di Carnation Producer una temperatura molto elevata. Il veterinario intervenne con cure appropriate ed il toro rapidamente guarì, con grande sollievo di tutti”  [pag.133]. La “Razza Carnation”, anche definita “Razza Torre in Pietra”, capostipite della razza frisona in Italia, era salva! Successivamente l’azienda Torre in Pietra si fece conoscere nel Nord Italia per i positivi risultati del meticciamento anche grazie ad alcuni allevatori che per primi decisero di acquistarvi torelli miglioratori, tra questi l’allevamento ‘Angelo Bianchi’ di Castiglione d’Adda. La qualifica di “miglioratore” fu riconoscimento dell'opera svolta dai tecnici e dagli allevatori della tenuta di Torre in Pietra.
“Nella veste di Direttore Tecnico giocavano a suo favore, e quindi anche a beneficio della proprietà, l’autorevolezza che gli derivava da grandi capacità tecniche estese a tutto l’arco delle produzioni agricole e da una certa durezza di carattere che imprimevano al suo agire una notevole energia carismatica  [...] Ma non sfuggiva a nessuno la grande generosità e lo spirito di giustizia che presiedevano alle sue scelte”  [pag.58]. Nel pieno della stagione del raccolto, della fienagione e della mietitura, così scriveva il Conte Carandini al Senatore Albertini: “Bianchi ha portato avanti tutta questa massa di lavoro con energia, avvedutezza ed abilità. Ha dato permanentemente una ottima prova di sé, come capacità organizzatrice e di comando. È un elemento prezioso sotto ogni riguardo”  [pag.59].

Nel dopoguerra, la Bonifica di Torre in Pietra, pur restando al centro del loro affetto imprenditoriale e garantendo ad essi oramai per sempre e a pieno titolo l’identità di imprenditori agricoli, perse l’attenzione esclusiva dei due Amministratori Leonardo Albertini e Nicolò Carandini chiamati a concorrere – da vertici istituzionali e rappresentativi – alla ricostruzione del paese  [pag.177].

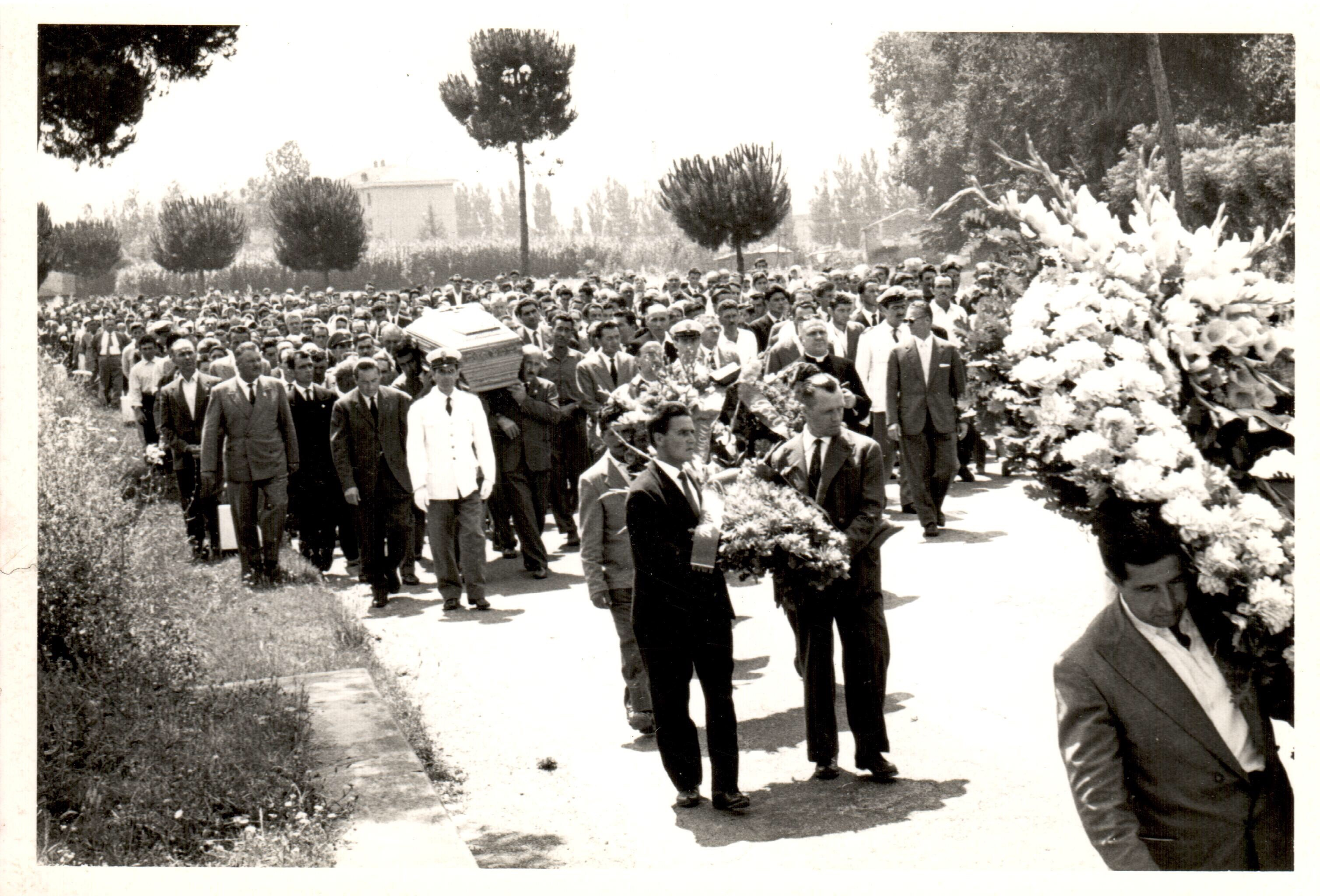
L'ultimo saluto della comunità di Torre In Pietra

Nei successivi 15 anni, sino alla fine della sua vita avvenuta a soli 55 anni, il dott. Angelo Bianchi rimase a Torre in Pietra con la sua famiglia a dirigere l’azienda, consolidando i primati conseguiti nel campo dell’agricoltura e della zootecnia. Intorno all’azienda si costituì una comunità operosa i cui discendenti mantengono ancora oggi un sentimento comune di attaccamento tanto al territorio quanto agli eventi mitici ivi accaduti.
Nel 1961, ad un anno dalla sua morte così lo ricordava Leonardo Albertini rivolto ai lavoratori di Torre In Pietra: “Il dottor Bianchi era un Direttore che non si accontentava di fare, ma che cercava di fare sempre di più e sempre meglio. […] Il dottor Bianchi conosceva il suo mestiere, i campi come la stalla, sapeva bene quello che faceva, aveva in testa i numeri e raramente sbagliava prevedendo costi e ricavi; aveva un attaccamento all’azienda che se fosse stata terra sua non sarebbe stato maggiore, aveva un senso del dovere che fu esemplare non solo per voi, anche per noi”   [pag.59]. “Quando morì in un incidente d'auto, lo seppellirono nel piccolo cimitero di Palidoro, tra i compagni di lavoro che l'avevano preceduto, nella sua abituale tenuta. Ebbene, poiché prevedeva che ai suoi funerali sarebbero intervenuti - inevitabilmente - tutti i dipendenti dell'azienda, lasciò scritto nel suo testamento che impegnava i suoi eredi a pagare loro la mezza giornata”.
Angelo Bianchi era un uomo di singolare intelligenza e di grande onestà, credeva nel lavoro come condizione indispensabile per la libertà degli uomini e delle donne, in particolare nel periodo post bellico per la ricostruzione del Paese. Il suo operato, in ambito professionale tanto quanto privato, è stato ed è ancora un esempio per tutti: "Queste terre che egli ha amato sopra ogni cosa portano il segno incancellabile dell’opera generosa e illuminata che egli vi ha dedicato in trenta anni di infaticabile lavoro fino all’ultima ora della sua vita esemplare".